# Championnat d'Europe de hockey sur glace 1927
Navigation
Davos 1926 Saint-Moritz 1928
Le douzième championnat d'Europe de hockey sur glace a eu lieu du 24 au 29 janvier 1927 à Vienne en  Autriche.

## Contexte et déroulement
Après les neuf équipes de l'édition précédente, seulement six équipes participent à ce championnat d'Europe dans la capitale autrichienne. C'est la première participation de l'Allemagne à la suite de la Première Guerre mondiale et la toute première participation de la Hongrie.
Le principe du tournoi unique suivi d'un classement est retenu pour cette année.

## Résultats des matchs
24 janvier
- Allemagne 2-1 Tchécoslovaquie
- Belgique 6-0 Hongrie
- Autriche 3-1 Pologne

25 janvier
- Belgique 2-0 Tchécoslovaquie
- Allemagne 2-1 Pologne
- Autriche 6-0 Hongrie

26 janvier
- Allemagne 5-0 Hongrie
- Pologne 1-1 Tchécoslovaquie
- Autriche 1-0 Belgique

27 janvier
- Tchécoslovaquie 5-0 Hongrie
- Belgique 2-2 Pologne
- Autriche 2-1 Allemagne

28 janvier
- Pologne 6-1 Hongrie
- Belgique 3-0 Allemagne
- Autriche 1-0 Tchécoslovaquie

## Classement
|        | Équipe          | PJ | V | N | D | BP | BC |
| ------ | --------------- | -- | - | - | - | -- | -- |
| Or     | Autriche        | 5  | 5 | 0 | 0 | 13 | 2  |
| Argent | Belgique        | 5  | 3 | 1 | 1 | 13 | 3  |
| bronze | Allemagne       | 5  | 3 | 0 | 2 | 10 | 7  |
| 4      | Pologne         | 5  | 1 | 2 | 2 | 11 | 9  |
| 5      | Tchécoslovaquie | 5  | 1 | 1 | 3 | 7  | 6  |
| 6      | Hongrie         | 5  | 0 | 0 | 5 | 1  | 28 |